# First Coast

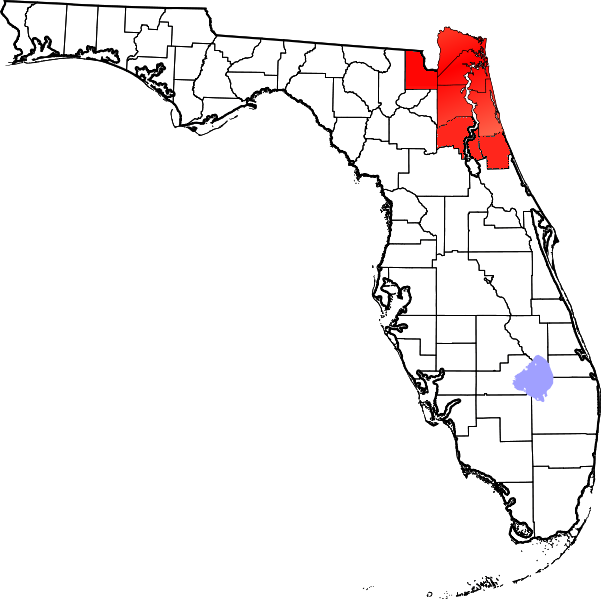
Localisation de la First Coast.

La First Coast («Première côte») est une des régions de la Floride aux États-Unis. Il s’agit d’une région côtière qui s’étend de la frontière avec la Géorgie jusqu'au Marineland.

## Étymologie
Le nom de « Première côte » provient du fait que la zone englobe la ville de Saint Augustine, qui fut la première colonie européenne permanente dans la région. Il s’agit de plus de la première région que l’on traverse lorsque l’on entre en Floride par le nord-est en longeant la côte atlantique. Il s’agit aussi d’un nom commercial visant à promouvoir le tourisme et le commerce de la région tout comme cela a été fait dans d’autres régions floridiennes telles que la Sun Coast, l’Emerald Coast et la Treasure Coast. 

## Description
La zone (9 530 km2) englobe les comtés de Baker, Clay, Duval, Flagler, Nassau et de Saint Johns.  Les villes principales de la région sont Fernandina Beach, Jacksonville, Orange Park et Saint Augustine.
La région est composée de plaines côtières avec quelques petites collines le long du fleuve Saint Johns. En 2000, la population de la région était de 1 500 950 habitants.

## Histoire
L’histoire de l’Homme dans la région remonte à près de 12 000 ans. Les amérindiens Timucuas vivent ici avant l’arrivée des premiers Européens au milieu du XVIe siècle. La colonisation européenne débute en 1564 lorsque René de Goulaine de Laudonnière fonde la colonie française de Fort Caroline près de l’embouchure du fleuve Saint Johns près de la ville actuelle de Jacksonville. Le 28 août 1565, Pedro Menéndez de Avilés fonde la cité de Saint Augustine pour le compte de la couronne d’Espagne. Les Espagnols finissent par vaincre les forces françaises et prennent la possession de toute la région.
Les Espagnols restent dans la région jusque 1763 lorsqu’ils cèdent le contrôle à la Grande-Bretagne. Les populations hispaniques quittent la région à ce moment. Après la guerre d'indépendance des États-Unis de 1783, la Grande-Bretagne redonne la région aux Espagnols. De nombreux immigrants en provenance du nord de l’Amérique du Nord arrivent dans la région. En 1819, l’Espagne signe le traité d'Adams-Onís qui donne la Floride aux États-Unis pour 5 000 000 de dollars.
L’immigration s’accentue encore à ce moment et la ville de Jacksonville est fondée en 1832. Durant la guerre de Sécession, la région connaît quelques petites escarmouches. La Floride déclara sa sécession le 10 janvier 1861 mais les nordistes reprirent une grande partie de la région dès la moitié de l’année 1862.
Les côtes ensoleillées de la région furent mises en avant pour le tourisme durant la fin du XIXe siècle car elles étaient les plus proches des régions très habitées du nord du pays. Par la suite, la construction d’un chemin de fer jusqu'à la ville de Miami par Henry Morrison Flagler fit décliner le tourisme dans la région bien que certaines villes soient restées populaires. Amelia Island et Saint Augustine sont ainsi restées populaires pour leurs plages et pour leurs richesses historiques.
La région a été touchée par l’ouragan Dora le 10 septembre 1964.